# Ronga (rivière)
Pour les articles homonymes, voir Ronga.
La rivière Ronga  (en anglais : Ronga River) est un cours d’eau de la région de  Marlborough de l’Île du Sud de la Nouvelle-Zélande. 

## Géographie
Bien que sa source est situé sur une crête à seulement 3 km de la côte de l’île du Nord, la rivière s’écoule vers le sud, atteignant la rivière Rai tout près du centre de la ville de Rai Valley.